# Wiegendorf
Wiegendorf ist eine Gemeinde im Süden des Landkreises Weimarer Land und Teil der Verwaltungsgemeinschaft Mellingen. Zur Gemeinde Wiegendorf gehört der Ortsteil Schwabsdorf.

## Geografie
Wiegendorf liegt am Talanfang des Wiegendorfer Baches, der den Ort in nordöstlicher Richtung verlässt. Das Dorf ist einen Kilometer südlich von der Bundesstraße 87 entfernt und von Ackerbaugebiet umgeben.

## Geschichte
Die Ersterwähnung des Ortes Wiegendorf erfolgte im Jahr 1216 in einer Urkunde des Burggrafen Dietrich von Kirchberg. Gleichzeitig wurde ein Adelsgeschlecht von Wiegendorf erwähnt.
Im Dreißigjährigen Krieg wurde der Ort weitgehend verwüstet.
Durch die Lage an einer Handelsstraße wurde im 18. Jahrhundert ein Gasthof errichtet. Ab Anfang des 19. Jahrhunderts war der Ort Teil des Großherzogtums Sachsen-Weimar-Eisenach und wurde nach 1945 mit dem Land Thüringen Teil der Sowjetischen Besatzungszone und der DDR. Am 1. April 1974 wurde der Nachbarort Schwabsdorf ein Ortsteil von Wiegendorf. Seit 1990 gehört die Gemeinde zum Bundesland Thüringen.
Ende Mai / Anfang Juni 2017 wurde der Ort innerhalb weniger Tage mehrmals von Unwettern mit Starkregen heimgesucht und die Ortslage mehrfach überflutet.

## Persönlichkeiten
- Gotthard Arno Ernst Neumann (1902–1972) deutscher Prähistoriker und Professor für Ur- und Frühgeschichte
- Christoph Bernhard Sulze  (1829–1889), Stadtorganist in Weimar

## Sehenswürdigkeiten
Die folgenden Bauwerke stehen unter Denkmalschutz:
- Kirche in Wiegendorf mit Kirchhof
- Kirche St. Vitus im Ortsteil Schwabsdorf
- Preußischer Meilenstein an der B87 in Richtung Umpferstedt

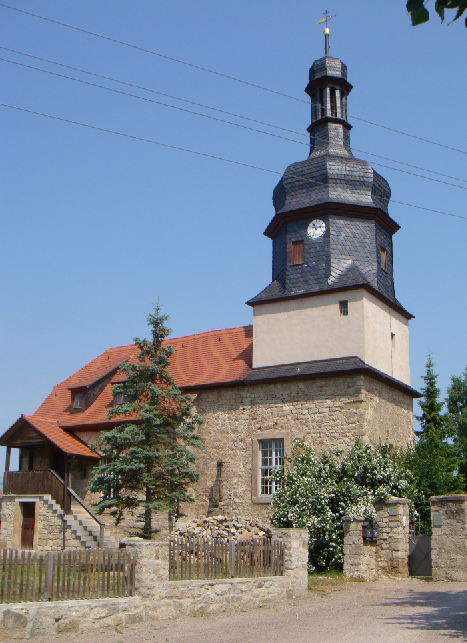
Evangelische Dorfkirche Schwabsdorf (2010)
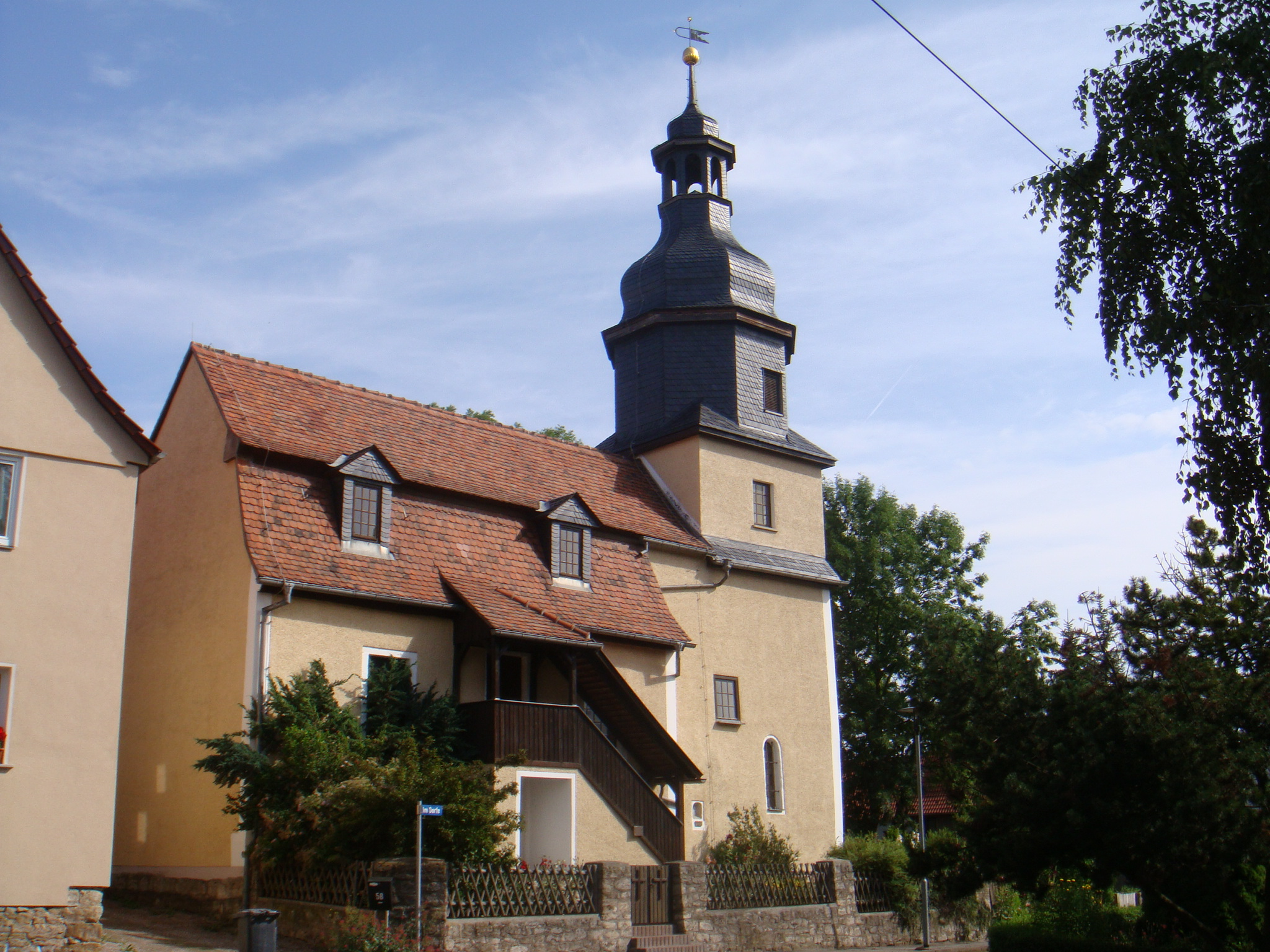
Evangelische Dorfkirche Wiegendorf (2010)

## Wirtschaft und Infrastruktur

### Trinkwasserversorgung
Die Aufgabe der Trinkwasserversorgung hat die Gemeinde Wiegendorf an den Wasserversorgungszweckverband Weimar übertragen.

### Unternehmen
- Eurolam GmbH seit 24. Januar 1997, Gründung durch Ernst Hommer.[3]